# پایه قوس مهره‌ای
پایه یا پدیکول (به انگلیسی: Pedicle) به قسمت جلویی (قدامی) قوس مهره‌ای گفته می‌شود که امتداد آن در عقب به طرف تیغه قوس مهره‌ای (لامینا) است. هر قوس مهره‌ای دارای دو پایه‌است که در جلو به قسمت پشتی جسم مهره اتصال می‌یابند.

## نگارخانه

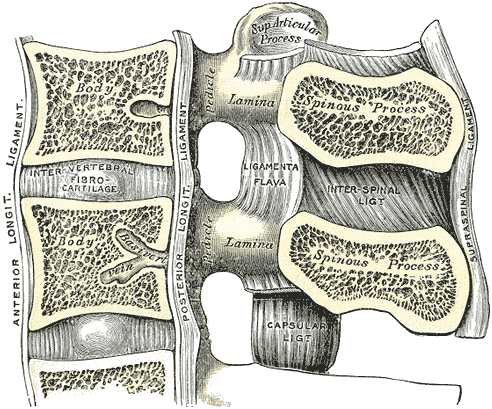
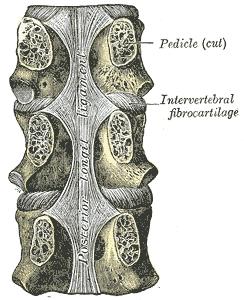
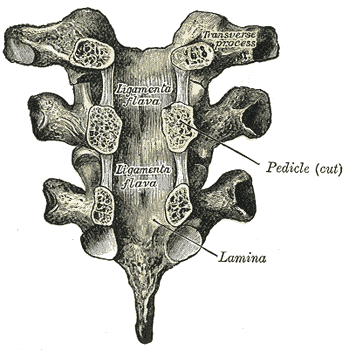